# 411包圍中正第一分局事件

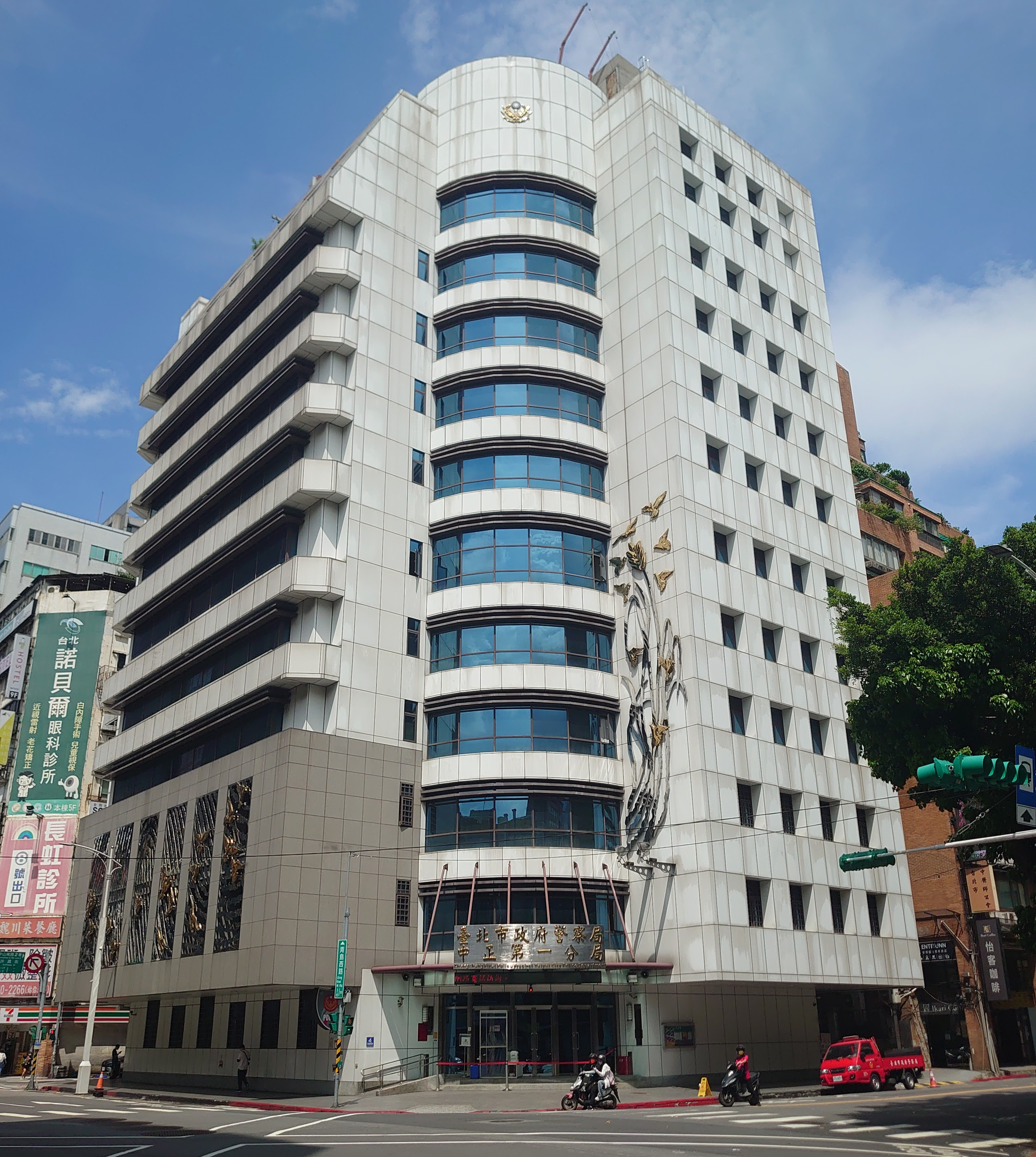
當時遭受包圍的中正第一分局辦公大樓

411包圍中正第一分局事件，是一場發生於臺灣臺北市中正區的群眾運動，因臺北市政府警察局中正第一分局於當日清晨強制驅離長期於立法院前集會的公投護台灣聯盟（簡稱公投盟），並宣布「對於公投盟日後所申請之集會不予許可」，而引發群眾在2014年4月11日晚間包圍中正第一分局的事件。在1988年520農民運動的時候，城中分局（即今日之中正第一分局）也曾被包圍。

## 起因
- 公投盟召集人蔡丁貴等人自2009年2月起，連續申請在立法院周邊集會，並有申請路權，台北市警局基於《中華民國憲法》及《集會遊行法》規定，都核准集會活動。
- 2014年4月9日，中正一分局以公投盟多次違反《集會遊行法》及妨害公務等規定，廢止該團體原申請核准的合法集會，並強調將對於公投盟日後所申請之集會不予許可。[2]公投盟接獲廢止集會遊行通知書後，4月10日依集會遊行法規定提出申復。
- 2014年4月10日晚上至4月11日清晨，因太陽花學運退場，許多學生民眾於立法院正門前廣場舉辦大腸花論壇，警方決定暫不驅離。[3]並表示將於清晨前往柔性勸離，希望現場民眾屆時主動散去。
- 2014年4月11日早上6點40分，警方開始驅離立法院圍牆內群眾。蔡丁貴遭警抬離現場，在人行道上稍作休息後，突然衝出中山南路上慢車道，先遭機車擦撞，蔡執意再往快車道衝去，一輛學生專車緊急煞車差點撞上，蔡便倒地欲讓車輛輾過自殺，警方及抗議民眾趕緊上前關心並通報救護車，將他送醫檢查，但是蔡不願送醫，頑強坐在人行道繼續抗議。[4]後由警方抬離送至台大醫院，並在他人探視時拒絕做出任何回應。[5][6]日後經他本人所說，他的目的並非單純尋死，而是欲造成交通癱瘓。[7][8]
- 2014年4月11日，民主進步黨台北市議員高嘉瑜還批中正第一分局分局長方仰寧片面廢止公投盟的集遊權，已違法違憲，提言追究警方的違法違憲責任。方仰寧表示，公投盟召集人蔡丁貴今年4月3日、6日、7日分別在立院周邊阻礙立委及官員進出立院、在總統官邸及行政院周邊違法集遊，才依《集會遊行法》取消其至4月19日在立院周邊的集遊權，「這是我的職責」。方也強硬表示，蔡已申復，將由北市警局受理，往後蔡再申請集遊，他也不會同意，若因此衍生違法違憲之責，他不會逃避。[9][10]

## 事發經過

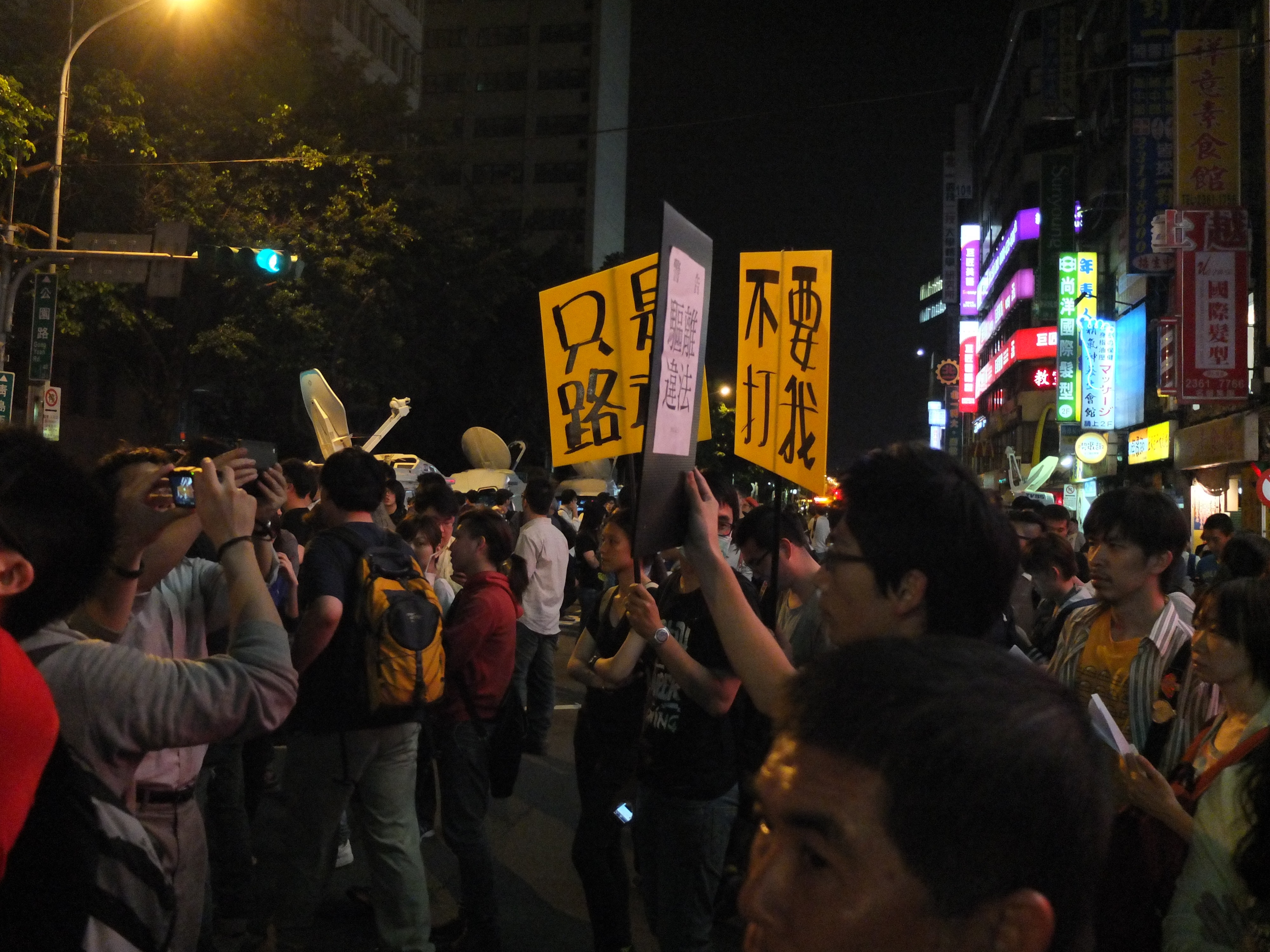
群眾舉著標語，聚集在中正第一分局外面

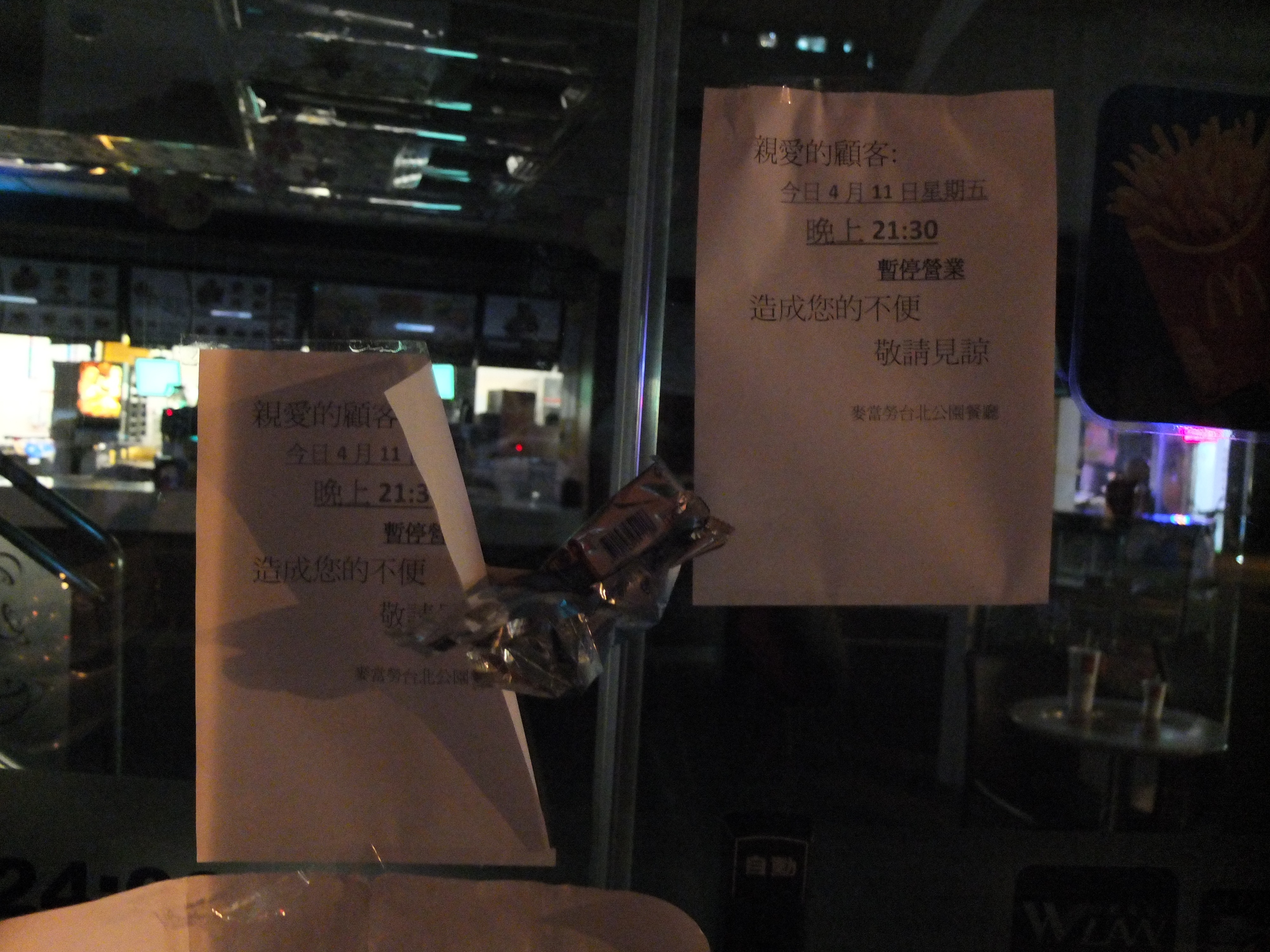
營運至0點的的麥當勞台北公園店提早關門

- 2014年4月11日下午5點半之後，陸續有民眾前往中正一分局外，要求方仰寧「踹共」「下台」，並主張只是路過、借廁所、要報案。但警方擋在警局門口，且關上鐵捲門，不讓民眾進入。[11]
- 隨著事件被網友回報分享、提供現場直播，[12]以及媒體報導後，有更多的群眾陸續聚集，期間警方曾四次舉牌，也集結大量鎮暴、保安警察並進行交通管制、封鎖。最多時警方至少集結了800警力待命，但群眾也至少有千餘人，所幸最後警方並未強制驅離。由於太陽花學運剛結束，在群眾包圍過程中，也在即短時間內出現了類似的臨時醫療站跟物資組。[13]
- 被點名的分局長方仰寧，在晚間7點多曾2度走出警局，並向包圍群眾喊話，但由於現場並無主持者可以代表群眾與警方對話，加上其發言與群眾缺期望不符，無法達成共識，因此兩次出面都沒有具體成效。[14]
- 經過律師團出面匯集現場群眾訴求，共提出了4個訴求與警方溝通協調，分別是1.方仰寧正式說出對不起。2.方仰寧下台面對。3.歸回路權不再阻撓。4.供出上級出來面對，[15]此外警方也同意暫不強制驅離，避免現場失控。
- 晚間10點10分左右，在前國策顧問、與公投盟交情良好的兩性專家黃越綏居中協調下，方仰寧第3度出面，並提出三點聲明。包括1.早上執行勤務的過程，使得大家不能接受，我誠懇道歉。2.對於公投盟的集會遊行行動，將從寬處理。3.口頭請辭現職接受上級調查。10點20分左右，台北市長郝龍斌也召開記者會，呼籲民眾和平理性，各讓一步，並交代警察不要帶警棍，不做刺激性作為。
- [16]由於群眾持續不肯散去，黃越綏、洪崇晏等人因此呼籲群眾寫下訴求之標語，貼在警局前，並將部份群眾引導到立院門口支援公投盟的場地。[17]而中正一分局前的群眾，則在深夜後逐漸散去。

## 行動主辦、發起者
- 此事件並未申請集會遊行，現場群眾亦大多主張只是路過、借廁所、要報案，[18]因此無主辦人，但由誰發起則有爭議。
- 台大哲學系學生洪崇晏，因在包圍事件發生前，於中正一分局前舉辦了關於公投盟被驅離事件的記者會，又因為社會運動與方仰寧相互認識，在場拿起麥克風維持秩序，並對方仰寧呼口號及嗆聲，而被警方及部份媒體視為發起人，並遭到警方調查，但他本人否認為發起人。[19]
- 有網友認為，這起事件的原發起人是Ptt網友米達麥亞發表在服貿版的文章，明確指出了時間、地點，[20]且該文章內容也在當日早上被蘋果日報所報導，[21]但目前為止尚無證據顯示他當晚有在現場，因此此事件是否能以一般集會、遊行之處理方式判定發起人，仍待警方之判定。

## 各界回應
- 律師胡博硯認為，警方如此作法已經侵害了人民的基本權利，「這就好像說某人過去會翻牆，就認定他未來也會翻牆，所以從現在起不准他站在牆邊」、「用過去的事實剝奪某人或某個團體未來依法應享有的權利，不但不合理，也不合法。更何況，人家還沒申請你就預告不會同意，不用講憲法啦，《集遊法》也沒有這個規定！」[22]
- 4月11日晚上，台北市長郝龍斌及市警局表示，不會在調查報告沒出來前，在群眾壓力下，就任意要求執法的同仁下台，包括方仰寧在內。郝龍斌認為，若讓對方就這樣請辭，以後人人都可以當審判者，並不符合社會期待。[23]
- 柯文哲表示，要為這命令負責的應該不是方仰寧，而是更高層級者，他表示他很討厭這種找替死鬼的高層。[24]
- 基隆市議長黃景泰聲援警察，指這是激發社會沉默的大多數不滿所致。[25]
- 台北市長參選人馮光遠表示方仰寧違背憲法，讓這次事件具有高度重要性及法律正當性，就如同太陽花學運雖然以體制外方式佔領國會，是人民為對抗政府非法作為所必要採取的手段。[26]
- 公投護台灣聯盟召集人蔡丁貴表示，中正一分局長方仰寧犯的錯只有發出「永久取消公投盟路權」的公文。「我是跟他（方仰寧）講，你這樣的素質應該是台灣好警察典範，我考慮向未來新的總統推薦擔任警政署長的人選之一」，肯定警方辛勞，蔡丁貴把矛頭指向更高層，認為是馬英九、江宜樺下令把公投盟驅離立法院廣場。[27][28]
- 朱學月11日晚在臉書貼文表示「這可不是學運，休想我會支持！」還批評帶頭的洪崇晏「抗爭違憲怎麼不去釋憲，去包警察局？還嗆暗殺？」[29]朱學恆批評學生拿白狼出來比是要學黑道。[30]
- 4月12日，中華統一促進黨總裁張安樂認為這一整個脫序行為是社會姑息。張安樂的黑道背景，和警察大多是對立，但這次張安樂卻反倒同情警察。[31]
- 白色正義社會聯盟
  - 4月13日下午，在自由廣場舉行「白色力量台灣前進之夜」，聚集了約2,000人。[32]
  - 白狼張安樂、「抗獨史陣線」召集人王炳忠、藝人熊海靈，也都到現場聲援。[32][33][34]

## 爭議事件
- 在包圍中正一分局時，洪崇晏拿起麥克風和群眾喊口號要求方仰寧下台，並向對方說「如果蔡教授沒有拿回路權的話，你就要很小心，你會害馬政府滅亡，你會害你自己被暗殺，我不是在威脅你，我是在陳述事實」，因而引發爭議。4月12日洪崇晏辯稱自己只是發「採訪通知」給媒體，群眾不是他號召。有網友在他臉書上痛批「請搞清楚對象和訴求，不要糢糊或破壞了原本學運所追求的理想，這次包圍分局的行動，令人失望!」更有網友留言他是「天下第一小孬孬」、「孬神」。[35][36]4月13日，洪崇晏為此向方仰寧及社會表示歉意。[37]15日時表示，當天活動的首謀就是「方仰寧、中正一分局、馬政府以及行政機關」、「如果檢警要依照惡法（集會遊行法）的習慣辦案，我會承擔」、「我願意說對不起，我可以當面跟他（方）道歉，不知道他有沒有機會對他錯誤的決策跟群眾以及蔡丁貴道歉，這是我的期待」。[38]
- 事件發生當時，東森新聞的多名新聞主播在臉書上罵圍警民眾，被認為可能有違新聞中立。[39]
- 2014年4月12日，網友發起的「無限期支持方仰寧、支持警察」粉絲團，已經有二十多萬人按讚，加入力挺方仰寧。遭人質疑是有「殭屍」偷灌水，因為轉發貼文有部分都是俄羅斯人，且點進去比對後，發現每個人的臉書貼文都完全一樣，令人匪夷所思。不少網友也紀錄了該粉絲團的粉絲成長時間，發現成長速率呈「線性」發展，幾乎一段時間就會增加差不多人數的粉絲。挺方粉絲團則發聲明澄清，「創立粉絲團並不能規範誰能按讚誰不能按讚，因此我們無權且無法拒絕『殭屍』的支持，我們聲明，我們並無使用不正當手段創造及購買粉絲」。此事應為有人刻意栽贓，「以他們的做法是，購買分享的人頭，然後讓人頭分享我們的文章，然後跟社會大眾說我們買讚買分享，然後引起對立」，要大家不要相信粉絲團「買讚買分享」。至於網友質疑粉絲專頁在11日凌晨就成立了，管理員則解釋，專頁是在11日晚間成立，「雖然的確網頁是顯示於早上創立，我們已經向臉書團隊申請創辦時間證明，請有心人士不要繼續抹黑」。[40][41]
- 新北市政府警察局金山分局警員莊翼飛，不滿台大學生洪崇晏號召群眾包圍警分局，在臉書發起「肉搜洪崇晏，路過他老家」，不少網友響應這項活動，莊翼飛隨後在活動網頁，公布洪崇晏的電話和台中市住家位置。網友質疑他利用警察的身分，違法調查及公布洪崇晏的個人資料。莊翼飛表示：公布的資料是從網路搜尋得來，未利用職權，也未使用公務設備，純屬個人行為。莊為免爭議擴大，已撤除活動網頁，金山分局以行為失當記他兩次申誡。[42][43]

## 刑事偵查與訴訟
- 2014年4月13日，臺北市政府警察局中正第一分局表示「公投護臺灣聯盟提出廢止集會申復，中正第一分局開會決議，違法占用立法院廣場行為已消失，准予集會許可」。[44][45]並闡明當初是依照集會遊行法第11條及第15條規定廢止4月9日至19日集會申請。
- 針對公投盟總召蔡丁貴指控總統府或行政院下令驅離公投盟，府方人士澄清，此舉與府院毫無關係；另根據警政高層的訊息，當初下達驅離指令是台北市長郝龍斌，此一轉折恐又將讓這起抗爭衍生出政治風暴，持續延燒。[46]
- 台北市政府指出，為維護國會正常運作，臺北市政府警察局局長黃昇勇下令柔性勸離，並請臺北市政府警察局中正第一分局分局長方仰寧執行驅離命令，事後並向台北市長郝龍斌報告。郝龍斌表示，當天柔性驅離的行動，是警察局本於專業權責，及現場狀況做出決定，他完全支持警方所有依法處置的作為。如果外界對警察局的決定有任何質疑，他會承擔一切責任。[47][48]
- 2015年2月10日，台北地檢署偵查終結，依集會遊行法、侮辱公務員、妨害公務等罪起訴洪崇晏、蕭年呈、陶漢、撒丰安·瓦林及那（舊漢名李品涵）等4人。另因罪嫌不足，7人獲不起訴處分。
- 2016年12月30日，台北地方法院一審宣判，洪崇晏依集會遊行法判處拘役55天，被告蕭年呈依妨害公務罪判處拘役80天、陶漢依侮辱公務員罪判處拘役30天、撒丰安．瓦林及那依妨害公務罪判處拘役40天，皆可易科罰金。[49]
- 被告洪崇晏等認為現行集會遊行法之部分規定有違憲疑慮，並認為「走上街頭」是人民的基本權利，且並未對警察有侮辱、妨害公務的行為，而是為人民表達對官員所做之不當行政處分之批評與意見，其應屬於憲法所保障之言論自由。[50]案件經上訴，經台灣高等法院受理審理。
- 2017年台灣高等法院開庭審理洪崇晏等人包圍台北市政府警察局中正第一分局案；洪崇晏等人庭訊都表示自己無罪；洪崇晏主張，他對當天抗議的群眾沒有實質領導能力，不是首謀，檢察官提上訴是沒有理由的。撒丰安‧瓦林及那表示「我是被警察不當執法的受害者」。法官庭末諭知8月24日宣判。[51]

## 訴訟結果

### 無罪確定部分
- 2017年8月24日，臺灣高等法院二審宣判，認為洪崇晏違反《集會遊行法》部分，沒有辦法認定洪崇晏是首謀，同時認為在言論有表達訴求，因此認定洪崇晏及陶漢等人被控侮辱公務員部分，認定屬於言論自由保護範圍之內，判處洪崇晏與陶漢無罪。[52]

### 有罪判決部分
- 同日，雖高院改判洪崇晏與陶漢無罪，但判決蕭年呈處拘役50天，撒丰安．瓦林吉那獲判拘役40天、緩刑2年，但要接受40小時的法治教育，全案確定。[53]

## 影響
- 警察建工會運動：
  - 簡單哲學實驗室創辦人朱家安在臉書寫到：這些警眷不知道的是，真的要讓警察執勤更安全、時數更穩定，必須倚賴警察工會的成立。[54]
  - 導演戴立忍在臉書表示：「十萬人給方仰寧打氣，挺有趣的，要是這十萬人都能像洪同學願意挺身維護警察權益該多好。」[54]
- 集會遊行法修正：
  - 阻擋「路過」藍要限縮《集遊法》：藍委吳育昇建議，應盡速在內政委員會排案審查《集會遊行法》。吳說，主張集會遊行無須申請，是「唯恐天下不亂」，但未來可研議淡化警察許可，只要核備必要文件即可通過，不過，不能毫無限制讓有心人士以「路過」方式脫序演出。綠委認為阻擋「路過」違反人權，不會同意此修法。[55]